# منا وفينا
منا وفينا هو مسلسل سعودي من إنتاج التلفزيون السعودي. بدأ عرضه في سنة 2015. وتبلغ مدة الحلقة الواحدة 25 دقيقة. وهو من إخراج أسد فولادكار. تم بث المسلسل لأول مرة بتاريخ 19 يونيو 2015.

## تمثيل
- عبد الله السدحان
- حسن عسيري
- منى شداد
- خالد البريكي
- محمد جابر
- عبير أحمد
- محمد العيسى
- عبد الله السناني
- ميساء مغربي
- زهرة عرفات
- عبد المحسن النمر
- ليلى السلمان
- مريم الغامدي
- فهد الحيان
- بشير الغنيم
- محمد الكنهل
- إبراهيم جبر
- ماجد مطرب فواز
- بدر اللحيد
- ملاك
- دانة آل سالم
- أبرار سبت
- أحمد شعيب
- لمار
- سامية الطرابلسي
- نوف السعد
- نسرين سروري

## القصة
من خلال مجموعة من الحلقات المنفصلة المتصلة يتناول المسلسل العديد من المشكلات الاجتماعية داخل المجتمع الخليجي، ومحاولة عرضها وحلها بطريقة كوميدية.